# Округ Вајт (Арканзас)
Округ Вајт (енгл. White County) је округ у америчкој савезној држави Арканзас. По попису из 2010. године број становника је 77.076. Седиште округа је град Searcy.

## Демографија
Према попису становништва из 2010. у округу је живело 77.076 становника, што је 9.911 (14,8%) становника више него 2000. године.
| Група             | 2000.          | 2010.          |
| Белци             | 62.177 (92,6%) | 69.026 (89,6%) |
| Афроамериканци    | 2.394 (3,6%)   | 3.074 (4,0%)   |
| Азијати           | 216 (0,3%)     | 419 (0,5%)     |
| Хиспаноамериканци | 1.264 (1,9%)   | 2.879 (3,7%)   |
| Укупно            | 67.165         | 77.076         |